# Ветров, Виктор Митрофанович
Виктор Митрофанович Ветров (22 марта 1922, Армавир, Кубанская область — 15 октября 1967, Свердловск) — гвардии майор Советской Армии, участник Великой Отечественной войны, Герой Советского Союза (1945).

## Биография
Родился 22 марта 1922 года в Армавире в рабочей семье.
В 1938 году поступил на учёбу в Армавирский аэроклуб, который окончил осенью 1939 года. В том же году Ветров призван на службу в Рабоче-крестьянскую Красную Армию. В 1941 году окончил военную авиационную школу пилотов в Таганроге. С июля 1942 года — на фронтах Великой Отечественной войны. Принимал участие в боях на Юго-Западном и 3-м Белорусском фронтах.
Ветров получил известность как среди советских, так и среди немецких лётчиков, которые при появлении его самолёта радировали: «Ахтунг, ахтунг! Ветров!» В полку Ветрова считали везучим и постоянно летали с ним на задание. В апреле 1944 года он принял участие в прорыве вражеской обороны на Перекопе и Сиваше. 3 апреля 1944 года совершил сразу три успешных боевых вылета, уничтожив орудие и подавив батарею. Во время третьего вылета над целью у него оборвался шатун, что привело к возгоранию в самолёте. Умело маневрируя, Ветров смог погасить пламя и вылетел на свою территорию, а затем сел на вынужденную посадку.
Участвовал в освобождении Севастополя. С июля 1944 года Ветров воевал на 3-м Белорусском фронте. К марту 1945 года старший лейтенант Виктор Ветров командовал эскадрильей 136-го гвардейского штурмового авиаполка 1-й гвардейской штурмовой авиадивизии 1-й воздушной армии. К тому времени он совершил 155 боевых вылетов на штурмовку опорных пунктов, аэродромов, скоплений боевой техники и вражеских войск.

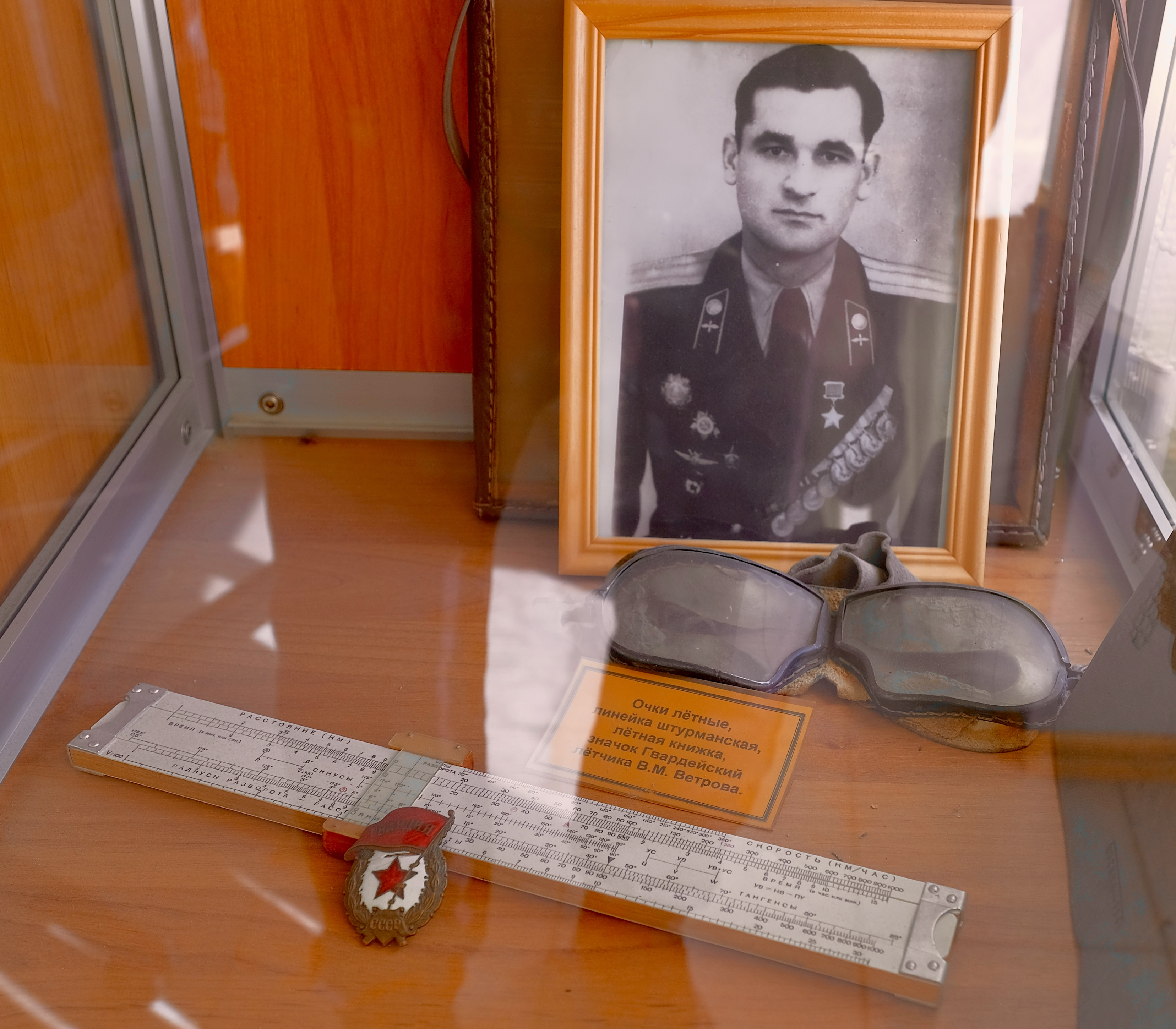
Личные вещи Ветрова В. М. в музее Истории УЗТМ

Указом Президиума Верховного Совета СССР от 19 апреля 1945 года за «образцовое выполнение боевых заданий командования по уничтожению живой силы и техники противника и проявленные при этом мужество и героизм» гвардии старший лейтенант Виктор Ветров был удостоен высокого звания Героя Советского Союза с вручением ордена Ленина и медали «Золотая Звезда» за номером 6201.
В 1948 году Ветров окончил Высшие офицерские лётно-тактические курсы. В 1954 году в звании гвардии майора был уволен в запас.
Проживал в Свердловске, работал инженером на заводе «Уралмаш». Умер 15 октября 1967 года, похоронен на Широкореченском кладбище Екатеринбурга.
Был также награждён тремя орденами Красного Знамени, орденами Александра Невского, Отечественной войны 1-й степени, Красной Звезды, а также рядом медалей.